# 小林洋平 (放送作家)
小林 洋平（こばやし ようへい、1986年8月8日 -）は、日本の放送作家。開成中学校・高等学校、A&Gアカデミー放送作家コース第1期卒業。愛称は「ちゃんこ」。血液型O型。

## 来歴
高等学校を卒業。A&Gアカデミー放送作家コース第1期卒業。その後、様々なFMラジオやインターネットラジオ番組の放送作家を担当をする。
放送中、笑い声が放送に載るなど、リスナーからの認知度もある。
MOBライブツアーファイナルのライブビューイングが台湾で行われるという宣伝をSNSで投稿し、併せて「母の実家が台湾であること、親戚に見てもらえると」を投稿した。その後、自身がハーフであると投稿した。

## 人物
- 初対面のパーソナリティやスタッフには、職業について問われると「『デブ』です」と答える。
- パーソナリティやスタッフから「ちゃんこ」という愛称で親しまれている。初対面の番組のパーソナリティによっては、別の愛称で呼ばれることもある。
  - 大将（『小林ゆうの（仮）』において、パーソナリティの小林ゆうなどから）
  - クマさん（『指出毬亜のさしでがましいようですが』において、パーソナリティの指出毬亜から）
- 放送中、パーソナリティ同士のやり取りに笑い声が載ることがある。また、パーソナリティから話題を振られることもあるため、声の出演をする放送回もある。
- 大食いであることから、番組で食に関する企画があった場合はパーソナリティが食べきれなかった料理を食べきる要員として担うこともある。

## 担当番組

### テレビアニメ
- バーチャルさんはみている（TOKYO MX 他）

### 現在放送中の番組
超!A&G+
- 超! mobile A&G presents 生放送!
- 内田真礼とおはなししません?（2015年4月11日 - ）[4]
- Pyxisの夜空の下de Meeting（2016年4月7日 - ）
- 内田雄馬の君の話を焼かせて（2017年1月4日 - ）[5]
- はーい!鈴代です! 今行きまーす!（2019年10月4日 - ）[6]
- にじさんじpresentsだいたいにじさんじのらじお（2019年10月6日 - ）[6][7]
- リゼるるListen（2020年4月5日 - ）（※2020年9月までは文化放送地上波での放送）[6][8]
- 桑原由気と面白い人たちのらじお（2020年6月5日 - 2021年3月26日、2022年10月15日）[6][9]
- アズリムどやっ!（2020年10月4日 - ）[6][10]
- サンドリ on the Radio（2021年3月31日 - ）
- hololive IDOL PROJECT presents ホロライブアイドル道ラジオ～私たちの歌をきけッ!（2021年4月4日 - ）
- 星街すいせい・田所あずさ 平行線すくらんぶる（2021年4月4日 - ）
- 指出毬亜のさしでがましいようですが（2021年9月28日 - ）
- へっぽこばぶ太郎のばぶみを感じておぎゃりたい（2022年4月2日 - ）
- ゆうか・ゆうきのAll Around Search（2022年4月3日 - 2023年4月2日）

文化放送
- 大竹まこと ゴールデンラジオ （サブ作家、AD）
- 水瀬いのり MELODY FLAG（2016年10月2日 - ）
- FUN'S PROJECT LAB（2019年4月7日 - ）
- 楠木ともり The Music Reverie（2020年4月4日 - ）
- CultureZ（2020年9月30日 -）※水曜・金曜（火曜深夜・木曜深夜）担当[6][11][4]
- 日笠・佐倉は余談を許さない（2023年10月4日 - ）

エフエム東京（TOKYO FM）
- SCHOOL OF LOCK!※火曜担当[4]

・ニコニコ生放送
- 長縄まりあの未来のこべや（2016年6月15日 - ）
- 豊田萌絵のルームシェアしましょ♡（2017年1月28日 - ）

インターネットラジオ
- 戦姫絶笑シンフォギアRADIO（HiBiKi Radio Station：2017年6月23日 - ）
- 高橋李依・上田麗奈 仕事で会えないからラジオはじめました。（音泉：2017年7月31日 - ）
- 結城友奈は勇者である 勇者部活動報告〜ラジオの章〜（音泉：2017年9月29日 - ）
- Re:ゼロから始める異世界ラジオ生活（音泉）[6]
- UMA YELL RADIO（音泉）
- 原神公式ラジオ テイワット放送局（音泉：2021年11月30日 - ）

など多数

### 放送が終了した番組
超!A&G+
- 森永理科のアウトローラジオ
- アニメ文化通信
- 福圓美里のラジオ8月のシンフォニー
- 水原薫の今夜もパプリオーン
- ラジオ"文学少女"〜真夜中の文芸部〜 - ランティスウェブラジオにも配信
- 茉莉也♥璃奈のSaturday Night Girls Party!!!
- ヒロ×ひろ
- 戦国大戦界 下克上
- 戦国大戦界 異聞録
- ベボベLOCKS!
- つり球ラジオ 好き勝手トーキング!
- Radio Cross （2011年10月18日 - 2012年9月25日）
- 矢作・佐倉のちょっとお時間よろしいですか （2012年10月3日 -  2015年9月30日 ）
- あけ×ぽこ （2012年2月4日 - 7月28日）
- ZET NIGHT RADIO （2012年4月4日 - 6月26日）
- ととモノ。ラジオ （A&G 超RADIO SHOW〜アニスパ!〜内、2012年5月5日 - 8月11日）
- 藤田さん、ラジオですよ〜 （2012年5月19日 - 9月22日）
- アニメ"勝手に"応援プロジェクトプレゼンツ 広瀬ゆうきのポジティブになりたい件 （2012年11月3日 - 2013年10月5日）
- 小林ゆうの（仮） （2009年4月8日 - 2014年4月2日）
- めちゃこみ☆ （2011年10月18日 - 2014年3月31日）
- 松永真穂の乙女★ろっく （2012年10月6日 - 2014年4月6日）
- A&G ARTIST ZONE 鷲崎健の2h （2010年10月4日 - 2015年4月3日）
- 金田朋子・保村真のエアラジオ （2008年1月2日 - 2016年7月7日）
- 鷲崎健のTHE CATCH（2015年4月10日 - 2016年4月1日）
- 小澤亜李・長縄まりあのおざなり（2015年4月9日 - 2020年9月27日）
- ミリオンアーサーRADIO!ミリラジ!（2015年10月2日 - 2020年3月27日） 内田真礼担当週担当
- 鈴木このみのTHE CATCH（2016年4月8日 - 2017年3月31日）
- MICHIのTHE CATCH（2017年4月7日 - 2017年9月30日）
- オッド・アイのTHE CATCH（2017年10月6日 - 10月27日）
- A&G ARTIST ZONE THE CATCH（金曜日）
  - 立花理香のTHE CATCH（2017年11月10日 - 2018年3月30日）
- A&G NEXT BREAKS FIVE STARS（2015年4月7日 - 2019年9月27日） 火曜日担当
- 久保ユリカが1人しゃべりなんて胃が痛い。（2014年4月8日 - 2019年3月29日）
- 村川梨衣の a りえしょんぷり〜ず♡（2015年4月9日 - 2019年9月24日）
- 井澤・立花ノルカソルカ（2016年4月5日 - 2020年1月31日）
- 安済知佳 いちかばちか（2017年4月7日 - 2020年）[12][13]
- 飛べっ!石飛!（2018年7月4日 - 2020年9月27日）[14]
- 小山百代と前田佳織里のA&Geee!（2019年10月4日 - 2021年3月24日）[6][15][16]
- セブン-イレブン presents 佐倉としたい大西（2016年4月9日 - 2023年3月28日）
- ひだかくま（2020年3月31日 - 2025年3月25日）

文化放送
- A&G 超RADIO SHOW〜アニスパ!〜 （AD）
- ユニゾン! （2015年6月29日 - 2018年3月） 火曜日担当
- ユニゾン！～ジェネレーション～ （2018年4月 - 2018年9月） 水曜日担当
- リッスン? 〜Live 4 Life〜 （2014年5月5日 - ? ）[17]

ラジオ関西
- 藤田咲・田村睦心のなんやかんや - 超!A&G+にもネットされていた

インターネットラジオ
- SCREEN mode 魂（Lantisネットラジオ：2015年7月17日 -）[18]
- 双星の陰陽師ラジオ〜ろくろ・紅緒の一つ屋根の下〜[18]
- RadioポッピンQ 〜ほんのすこし面白くする、それだけで世界は変わる
- 「信長の忍び」ラジオ〜私、リスナー様の忍びになります!!
- 小林さんちのイシュカン・ラジオ
- 石川英郎のアニ○スタジオ（2011年11月 - 2013年3月21日）
- まじポン! （2012年4月7日 - 2018年3月31日）
- ラジリスク新章 〜甲賀忍放送〜（音泉：2018年1月14日 - 2018年6月23日）
- ラジリスク新章 〜伊賀忍放送〜（音泉：2018年1月28日 - 2018年6月30日）

ニコニコ生放送
- 戦国大戦界 生祭 （2011年11月30日 - 2014年6月17日）

など多数

## スタッフ以外での番組出演

### ラジオ番組
- 神谷浩史・小野大輔のDearGirl〜Stories〜 （文化放送）
- 超A&G+年越しスペシャル 4時間生でモゥ大変!2009 （超!A&G+ 2008年12月31日 - 2009年1月1日） - レポーター
- アンテナ+ （超!A&G+ 2009年10月30日） - 超!A&Gショップ販売員
- 超!A&G+スペシャル2010 明けました、おめでタイガー! （超!A&G+ 2010年1月1日）
- 一緒に初日の出が観たいんでスペシャル （超!A&G+ 2010年1月1日）
- 今年も初日の出が見たいんでスペシャル!2011 （超!A&G+ 2011年1月1日）
- A&G ARTIST ZONE 吉田仁美の2h（超!A&G+ 2014年6月11日）
- 伊福部崇のラジオのラジオ（超!A&G+ 2014年10月19日・26日）
- 〈音泉〉で俺にラジオを作らせろ!（音泉 2018年5月11日） - パーソナリティ
- AG-ON Premium ナイトグラフィティ バロン・ちゃんこのハロー！アニソンリクエストパレード (超!A&G+ 2020年4月10日 - )

### 映画
「小林ちゃんこちゃんこ」名義で出演。
- DearGirl〜Stories〜THE MOVIE（2010年）
- DearGirl〜Stories〜THE MOVIE 3 the United Kingdom of KOCHI
  - 〜六人の龍馬編〜（2017年）
  - 〜蒼の継承編〜（2018年）

### 司会
- Anime Japan2016『ポッピンQ』ステージ[19]

### CM
- 文化放送 アンテナショップ「ちかQ」 ゴールデンウィークセール - なっちゃん（豊崎愛生のおかえりらじお）と共演

## その他の活動
監修・協力
- Radio Lady（著者・茶麻、ぽにマガ連載、単行本全3巻）